# Runenstein von Ravnkilde

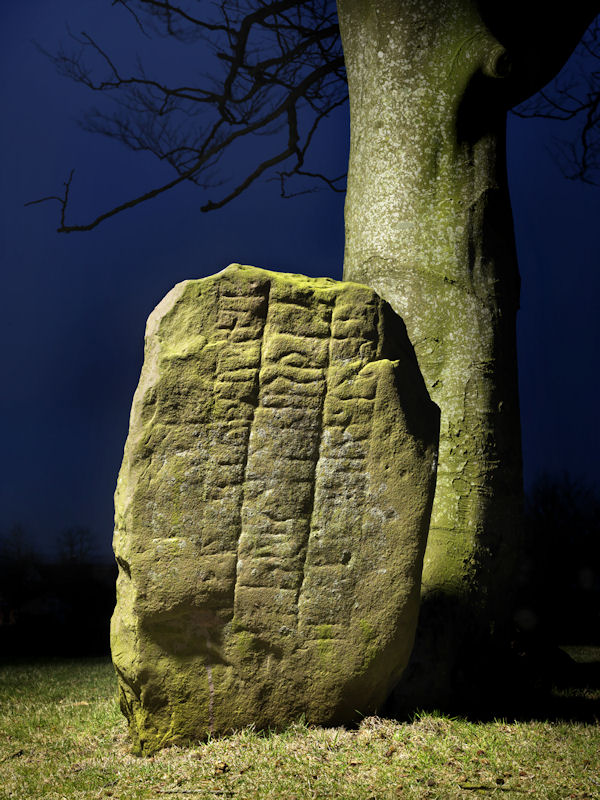
Runenstein von Ravnkilde

Der Runenstein von Ravnkilde (auch Ravnkilde 1 genannt – Nr. DR 134 oder NJy 67) steht an einem Hügel auf dem Friedhof des Ortes Ravnkilde in der Gemeinde Rebild in der Region Nordjylland in Dänemark. Er misst 1,32 × 0,92 m und ist 0,33 m dick.
Der zwischen 900 und 1000 n. Chr. errichtete Runenstein aus rotem Granit trägt die Inschrift:
„Asser der (landhirþiR oder landhirdhi) Landverwalter, (Køges) Kugges Sohn schnitzte diese Runen nach Königin Asbod“. Der Name „Asbod“ taucht auf diesem und einem schwedischen Runenstein auf. In Schweden gab es zweifelsfrei eine Verwechslung der B -Rune, die eine M-Rune ist. „Asmod“ ist ein häufiger Frauenname in Dänemark und Schweden. Die Bezeichnung „Dronning“ (eigentlich Königin) wird hier als „Herrin“ interpretiert. Der Stein wurde 1859 von Horace Marryat (1818–1887) im Eingang der Kirche entdeckt und dann am Hügel aufgestellt. Die Rückseite ist mit Schälchen aus der Dolch- oder Bronzezeit bedeckt.